# Nikopol : La Foire aux immortels
Nikopol : La Foire aux immortels est un jeu vidéo d'aventure en pointer-et-cliquer incluant des phases d'infiltration, développé par White Birds Productions, et sorti en 2008 sur PC. Il s'agit de l'adaptation de la bande dessinée La Foire aux immortels, premier tome de La Trilogie Nikopol d'Enki Bilal.

## Accueil

### Critique
- Adventure Gamers : 2/5[1]
- Jeuxvideo.com : 13/20[2]

### Récompenses
Nikopol a été récompensé au Festival du jeu vidéo de 2008, lors duquel il a reçu le Milthon 2008 des meilleurs graphismes. Le jeu avait aussi été nommé à cette occasion dans la catégorie « Meilleur Scénario », sans finalement recevoir le prix.
Le jeu a aussi été nommé lors des Imagina Awards 2009 dans la catégorie « Meilleur Jeu Vidéo », section « Professionnels » (à mettre en opposition avec la section « Écoles & Universités »). Le jeu n'a toutefois pas reçu le prix.